# Dourbali (département)
Le département de Dourbali est l'un des quatre départements composant la province du Chari-Baguirmi au Tchad. Son chef-lieu est Dourbali. Sa population : 17682 habitants.

## Subdivisions
Le département de Dourbali compte quatre communes :
- Dourbali
- Maï Aïche,
- Linia,
- Bougoumene.

## Histoire
Le département de Dourbali a été créé par l'ordonnance n° 038/PR/2018 portant création des unités administratives et des collectivités autonomes du 10 août 2018.
Il correspond aux anciennes sous-préfecture de Dourbali et de Maï Aïche du département du Baguirmi et à l'ancienne sous-préfecture de Linia du département du Chari de 2002.